# Моя бабушка с Марса
Моя бабушка с Марса (бел. Мая бабуля з Марса) — белорусский документальный фильм режиссёра Александра Михалковича, вышедший на экраны в 2018 году и снятый при участии компаний Volia Films и Directory Films.

## Сюжет
Бабушка Зина жила в Украине, России, Белоруссии, а после выхода на пенсию переехала в Крым. Она полна сил, любит командовать и всегда объединяла большую семью. Но после геополитических изменений на Украине родственникам стало гораздо сложнее навещать её. Пытаясь вписаться в изменившуюся реальность, бабушка чувствует себя растерянной и одинокой. Вся семья собирается на её восьмидесятилетие — и помогает ей принять трудное решение.

## История создания и прокат
Кинопроект стал одним из победителей Десятого конкурсного отбора Госкино. Общий бюджет ленты 2 331 000 гривен, Украина инвестировала 928 000 гривен. Съёмки начались в 2013 году, когда режиссёр Александр Михалкович приступил к созданию короткометражного фильма для поступления в магистратуру. Это должен был быть трёхминутный фильм об отношениях бабушки и её внуков. Во время съёмок начался Евромайдан, и, увидев позицию бабушки — героини фильма, защищавшей его в своём коммунальном дворе в Евпатории, режиссёр почувствовал, что важно и дальше запечатлевать отношения между людьми на полуострове. Михалкович снимал каждый год: в 2014, в 2016, в 2017-м, но в конечный продукт этот материал почти не попал. Всего было отснято около восьми часов материала. В фильме отражены наблюдения режиссёра о связи Украины с полуостровом, которая рвётся год за годом. Первый показ состоялся на кинофестивале в Чехии 27 октября 2018 года, широкий прокат в Украине начался 5 сентября 2019 года. Фильм был номинирован для участия в национальном конкурсе в рамках Международного кинофестиваля «Листопад 2019», но под давлением Министерства культуры Республики Беларусь фильм был снят с показа во время кинофестиваля. Это решение вызвало протест ряда белорусских кинематографистов, а также членов жюри кинопрессы, которые заявили о недопустимости подобного цензурного акта.

## Съёмочная группа
- режиссёр — Александр Михалкович[6]
- сценарий — Александр Михалкович
- продюсеры — Оля Чайковская, Александр Михалкович, Игорь Савиченко
- операторы — Сергей Конопляник, Александр Михалкович
- монтаж — Анна Насадук, Пётр Цымбал
- звукорежиссёр — Сергей Авдей

## Участие в фестивалях и призы
- Участник Международного фестиваля документального кино «Йиглава»[чеш.] 2018[7], награждён в номинации «Docu Talent Prize»[8].
- Участник национального конкурса 26-го Минского международного кинофестиваля «Листопад»[9].
- Участник Munich International Documentary Festival[нем.] 2019 (Мюнхен, Германия)[10].
- Фильм открыл фестиваль Eastern Neighbors Film Festival 2019 (Утрехт, Нидерланды)[11].
- Участник фестиваля Beldocs 2019 (Белград, Сербия)[12].
- Участник фестиваля ArtDocFest 2019 (Санкт-Петербург, Россия)[13].
- Участник Фестиваля документального кино в Амстердаме 2019[8].
- Участник форума Forum Cinema, Meetings, Screenings, Białystok 2019[8].

## Отзывы критиков
Кинокритик Ярослав Подгора-Гвяздовский отмечал, что фильм Михалковича «далёк от шумных проявлений и психологических манипуляций, он выделил человека и его беду, но не поставил диагноз, не сделал выводов, не выдвинул обвинений. Он лишь зафиксировал эмоцию, чувство, состояние – в лучших традициях документального кино».